# روبرتو ابالی
روبرتو ابالی (انگلیسی: Roberto Aballay؛ زادهٔ ۲۲ نوامبر ۱۹۲۲) بازیکن فوتبال اهل آرژانتین است.
از باشگاه‌هایی که در آن بازی کرده‌است می‌توان به باشگاه فوتبال ریور پلاته، باشگاه فوتبال بانفیلد، باشگاه فوتبال متس، باشگاه فوتبال نانسی، باشگاه فوتبال مولودیه الجزایر، باشگاه فوتبال جنوآ، باشگاه ورزشی سن لورنسو آلماگرو، و باشگاه فوتبال آرژانتینوس جونیورز اشاره کرد.